# Бошњаци (општина)
Бошњаци су посавско село и истоимена општина у Републици Хрватској смештено у источном делу Славоније. Налазе се у Вуковарско-сремској жупанији.

## Географија
Према свом географском положају и дневномиграцијским обележјима општина Бошњаци припада жупањској Посавини.
Село је у близини реке Саве и најближег већег града Жупање. Удаљеност између центара села Бошњаци и града Жупање је око 6 км. Реч је о претежно руралном насељу у којем се већина становништва бави пољопривредом и сточарством.

## Становништво
На попису становништва 2011. године, општина, односно насељено место Бошњаци је имала 3.901 становника.
По попису становништва из 2001. године, општина Бошњаци имала је 4.653 становника, распоређених у једном насељу — Бошњацима.

## Попис1991.
На попису становништва 1991. године, насељено место Бошњаци је имало 4.426 становника, следећег националног састава:
| Попис 1991.‍   | Попис 1991.‍  | Попис 1991.‍ | Попис 1991.‍ | Попис 1991.‍ |
| ------------- | ------------ | ----------- | ----------- | ----------- |
|               |              |             |             |             |
| Хрвати        | Хрвати       |             | 4.228       | 95,52%      |
| Срби          | Срби         |             | 30          | 0,67%       |
| Југословени   | Југословени  |             | 26          | 0,58%       |
| Роми          | Роми         |             | 18          | 0,40%       |
| Муслимани     | Муслимани    |             | 9           | 0,20%       |
| Албанци       | Албанци      |             | 8           | 0,18%       |
| Мађари        | Мађари       |             | 3           | 0,06%       |
| Словенци      | Словенци     |             | 3           | 0,06%       |
| Румуни        | Румуни       |             | 1           | 0,02%       |
| Руси          | Руси         |             | 1           | 0,02%       |
| Словаци       | Словаци      |             | 1           | 0,02%       |
| Украјинци     | Украјинци    |             | 1           | 0,02%       |
| Чеси          | Чеси         |             | 1           | 0,02%       |
| неопредељени  | неопредељени |             | 17          | 0,38%       |
| регион. опр.  | регион. опр. |             | 1           | 0,02%       |
| непознато     | непознато    |             | 78          | 1,76%       |
| укупно: 4.426 |              |             |             |             |

## Култура
- КУД Бранимир

## Спорт
Фудбалски клуб:
- НК Зрински Бошњаци

## Знамените личности
- Андрија Шумановац, католички свештеник и богослов